# Molson M
Molson M est une bière de type lager qui a été produite par la microgazéification. Cette bière est une boisson mise sur le marché par Molson en 2009. La Molson M contient 4,9 % d'alcool par bouteille. Elle est disponible partout au Canada depuis 2011.